# ثامر محمد
ثامر محمد (انگلیسی: Thamer Mohammed؛ زادهٔ ۱۰ اکتبر ۱۹۸۴) بازیکن فوتبال اهل امارات متحده عربی است.